# Banaan (plant)

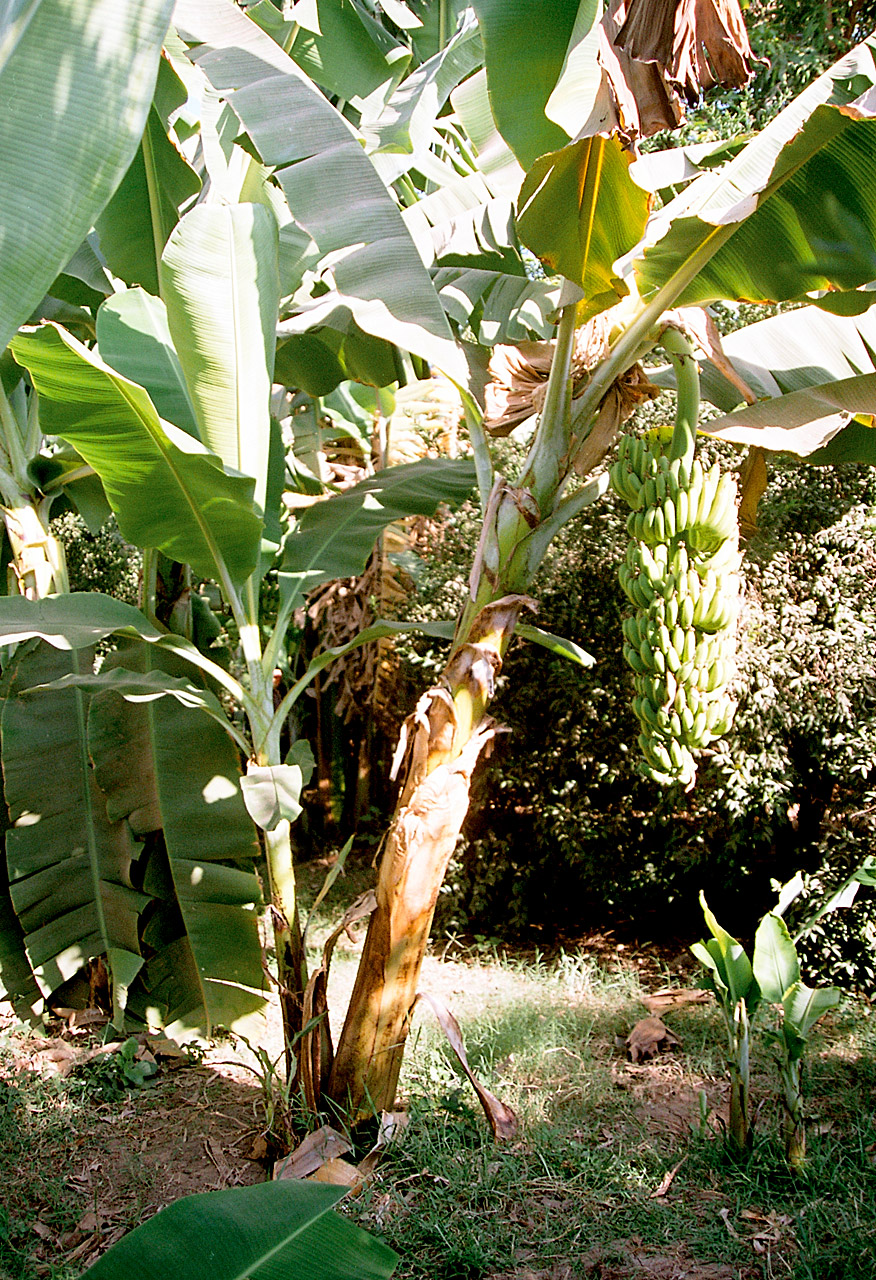
Bananentros aan een plant

Een banaan is een eenzaadlobbige plant uit het geslacht Musa, die veel in tropische landen gekweekt wordt om zijn eetbare, gele vruchten. De bananenplant is een van de grootste kruidachtige planten ter wereld. Het meest geteelde groepsras (Cavendish) kan tot meer dan drie meter hoog worden en de soort Musa ingens zelfs tot twaalf meter hoog. 
De plant vormt een schijnstam van over elkaar liggende, vleugelachtig verbrede bladstelen en daarom wordt er ook wel gesproken van een bananenboom. De schijnstam van Musa ingens kan een omvang van drie meter bereiken. De bananenplant groeit in de landen rond de evenaar. De gemiddelde temperatuur in de koudste maand moet minstens 15 °C zijn.

## Naamgeving
De naam banaan is mogelijk via het Portugees afgeleid van het Guinese (Sousso) woord banam. De wetenschappelijke naam Musa is afkomstig van het Arabische woord mauz.

## Oorsprong van de banaan
De banaan is een van de oudste geteelde gewassen in de wereld. Bij archeologische opgravingen in de drainagestelsels van Kuk (Papoea-Nieuw-Guinea) werden fytolieten van banaan gevonden in de oudste opgravingslaag. In combinatie met de drainagestelsels wijst dit op bananenteelt. De ouderdom van deze laag is met C14-datering vastgesteld op 10.190 cal BP. Dit is het oudst bekende voorbeeld van bananenteelt. In boeddhistische geschriften is de banaan al in de zesde eeuw voor Christus te vinden. De commerciële bananenproductie begon rond 1871 in Costa Rica door een Amerikaanse ingenieur.

## Bloemen, vruchten en vermeerdering
De bloemen op de dikke, algemene bloeistengel zijn in dwarse rijen geplaatst en elke rij in de oksel van een groen of purperen schutblad. Aan de top van de bloeistengel zitten vele rijen mannelijke bloemen met vijf meeldraden. De zesde meeldraad ontbreekt vaak. Aan de voet van de bloeiwijze zitten vrouwelijke bloemen die naar de top toe vaak overgaan in tweeslachtige bloemen. Uit een langs een zijde opengespleten kelkbuis komt de tweelippige kroon tevoorschijn.
De vruchten van de commerciële banaan zijn parthenocarp en bevatten daardoor geen zaden. De vrucht is driehokkig en als deze dwars doorgesneden wordt zijn in het centrum de niet uitgegroeide zaden als zwarte puntjes nog te zien. De vruchten groeien aan trossen, die 30-40 kilo zwaar kunnen worden. De trossen bestaan uit kammen ('handen') en de kammen weer uit een aantal 'vingers' (de losse banaan). De vruchten van de wilde soorten bevatten weinig vruchtvlees met veel grote zwarte zaden.
De (commerciële) banaan wordt vegetatief vermeerderd. Uit de wortelstokken groeien weer nieuwe scheuten, die vervolgens weer gaan bloeien. Negen maanden na het planten gaat de plant bloeien en drie maanden later zijn de vruchten plukrijp. De plant bloeit maar een keer en sterft daarna af.

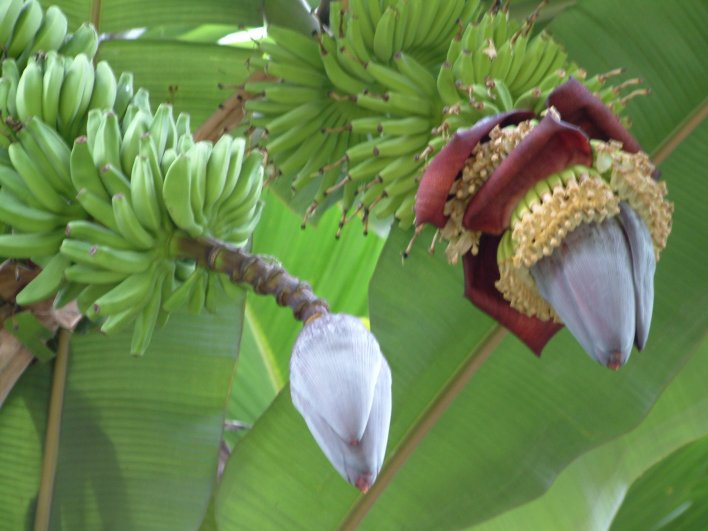
Bloeiwijze en vruchtaanzet
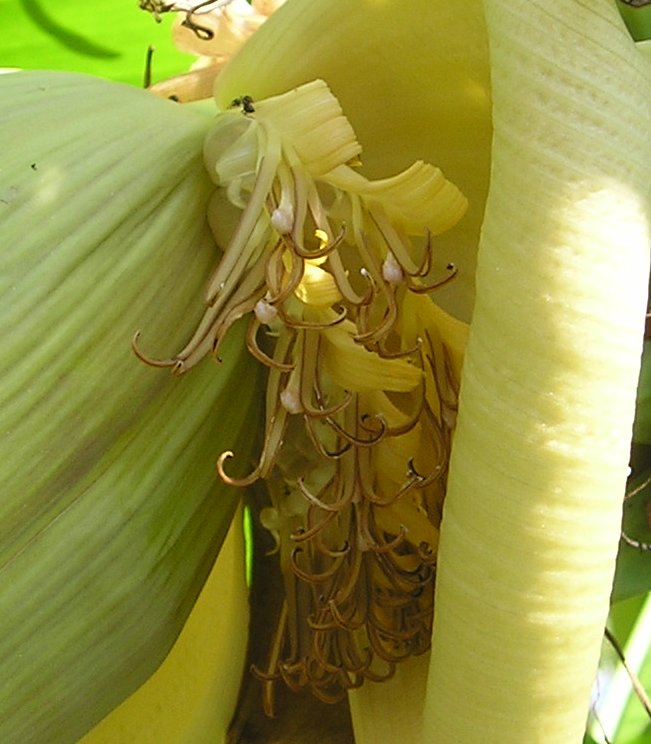
Bananenbloempjes
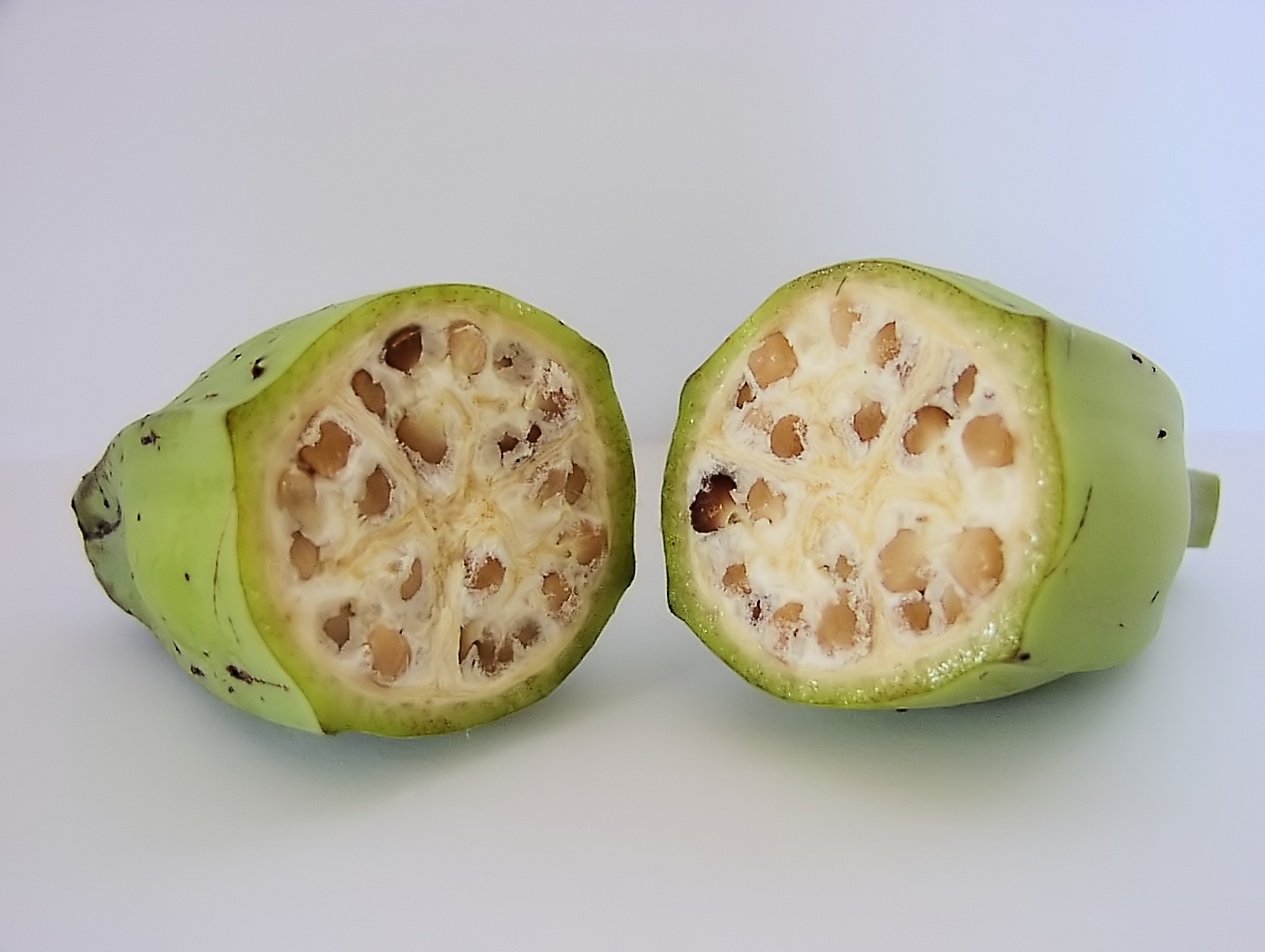
Wilde banaan

## Rassen
Er zijn wereldwijd ongeveer 400 rassen, waarvan de Cavendish de belangrijkste voor de export van verse consumptiebananen is.
De grootste bananencollectie ter wereld bevindt zich in het "International Musa Germplasm Transit Centre". Dit centrum onderhoudt meer dan 1500 bij verschillende soorten behorende plantenmaterialen (accessies) van zowel wilde als eetbare bananen. Het centrum is gevestigd aan het laboratorium van tropische plantenteelt in Leuven waar het beheerd wordt door Bioversity International en de KU Leuven.

## Overig gebruik
De bladeren van de banaan worden voor dakbedekking gebruikt en uit de schijnstam worden bij de soort Musa textilis vezels (manillahennep) gewonnen. Ook wordt in de bladeren wel voedsel klaar gemaakt of er voedsel op opgediend als alternatief voor een bord. In Oost-Afrika wordt de banaan veel gebruikt voor het maken van bananenbier en -wijn.

## Ziekten en aantastingen
Mede door het feit dat de bananenplant vegetatief vermeerderd wordt en er dus weinig genetische variatie is, zijn de eetbare plantagebananenplanten erg gevoelig voor aantasting door ziekten en insecten, vooral door de schimmelziekten Zwarte Sigatokaziekte (Mycosphaerella fijiensis) en Panamaziekte (Fusarium oxysporum f.sp. cubense). De Zwarte Sigatokaziekte wordt als een zeer grote bedreiging voor de teelt gezien. De Cavendish was lange tijd weinig vatbaar voor de Panamaziekte, maar wordt nu ook weer meer aangetast.
Daarnaast zijn in de plantages door de continue teelt van bananen aaltjes (Pratylenchys sp. en Radopholus similis) een zeer groot probleem. De black weevil (Cosmopolites sordidus) tast ook vaak de plant aan.

## Waarom zijn bananen krom?
Door de zwaartekracht gaat de bloemtros naar beneden hangen. De vruchten willen naar boven blijven groeien (negatieve geotropie). Als de trossteel ondersteund wordt zodat de trossteel toch recht overeind blijft, blijven de vruchten gewoon recht. Er zijn diverse kleinere bananensoorten (waarvan de trossteel niet doorbuigt onder het gewicht van de vruchten) die zo van nature recht blijven. Het is dus niet genetisch bepaald en heeft ook niets met het 'groeien naar het licht' (positieve fototropie) te maken.